# شون مارشال (لاعب كرة قدم)
شون مارشال (بالإنجليزية: Shaun Marshall)‏ (30 أكتوبر 1978 في المملكة المتحدة - ) هو لاعب كرة قدم بريطاني في مركز حراسة المرمى. لعب مع ستيفيناغ بوروه وكامبريدج يونايتد ونوتس كاونتي ونادي كينغز لين وDereham Town F.C. ‏.

## وصلات خارجية
- شون مارشال على موقع قاعدة بيانات كرة القدم.إي يو (الإنجليزية)
- شون مارشال على موقع Soccerbase.com (لاعب) (الإنجليزية)